# Desiderata
Desiderata (latinsky Co je žádoucí, plurál slova desideratum) je krátká báseň v próze o tom, jak dosáhnout štěstí v životě. Jejím autorem byl americký právník a filosof Max Ehrmann žijící v letech 1872 – 1945, poprvé ji uveřejnil roku 1927. V roce 1933 ji autor předložil ve formě vánočního přání svým přátelům. Existovala však legenda tvrdící, že se jedná o anonymní text, který pochází ze 17. století a byl nalezen v kostele sv. Pavla v Baltimore. Báseň, která má silný filosofický a mravní apel, byla velmi populární v 60. letech 20. století v okruhu hnutí hippies a je známá i dnes.

## Další informace
Podle motivu básně Desiderata vznikla také naučná stezka Dezyderata v Arboretu Bramy Morawskiej v polské Ratiboři. Má 11 zastavení s tabulemi s fragmenty textu básně v polském jazyce.

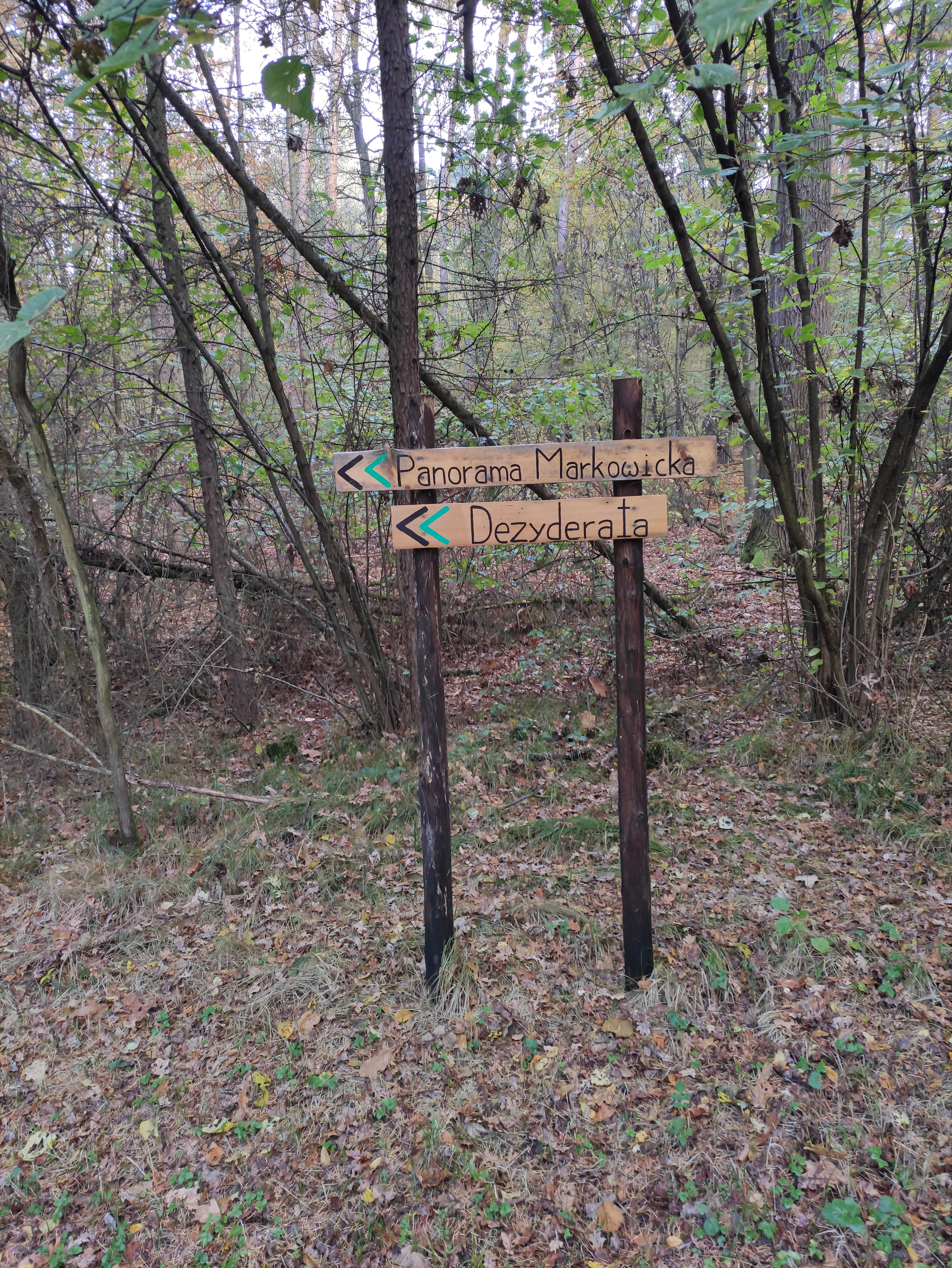
Dezyderata
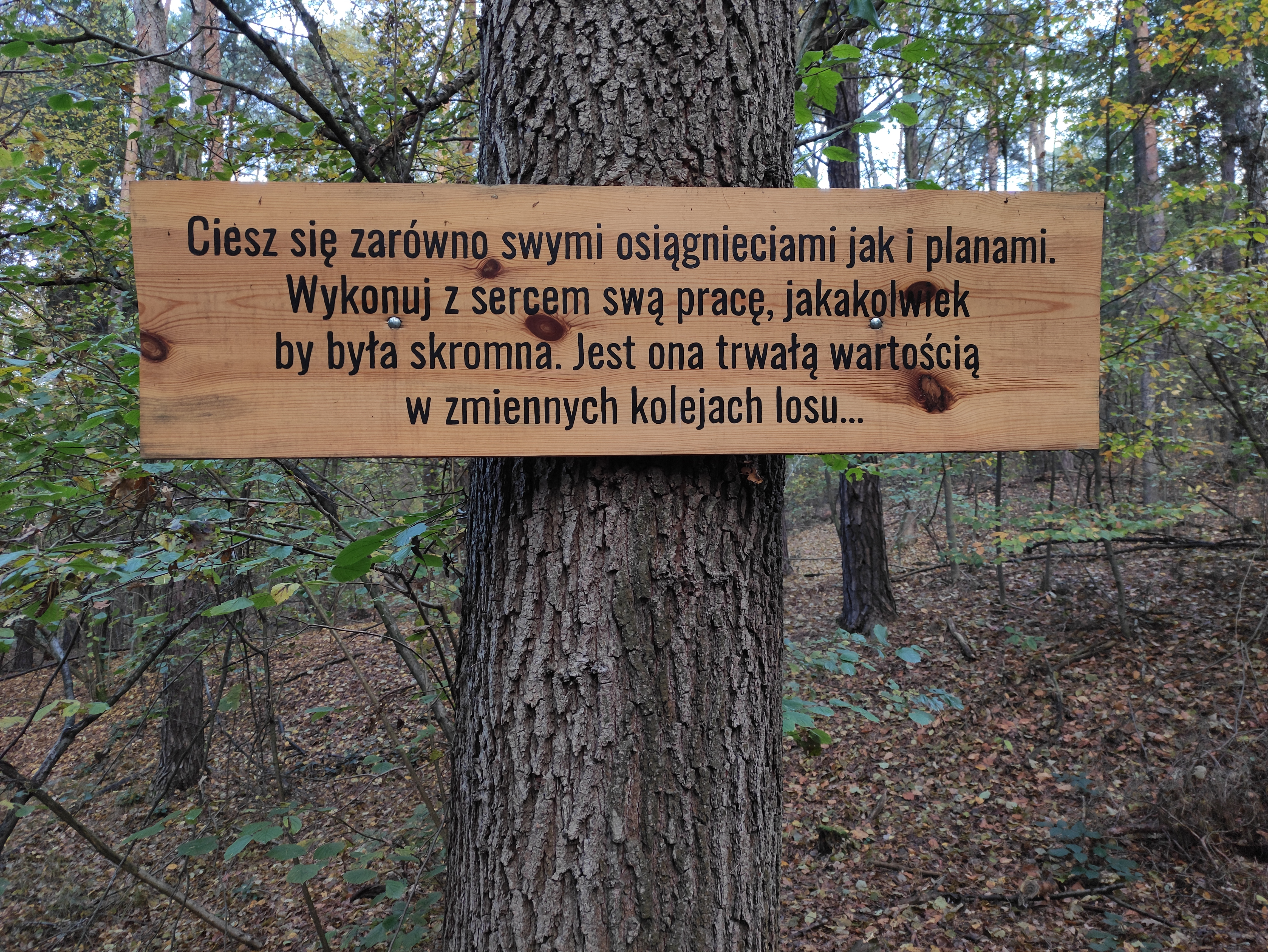
Dezyderata
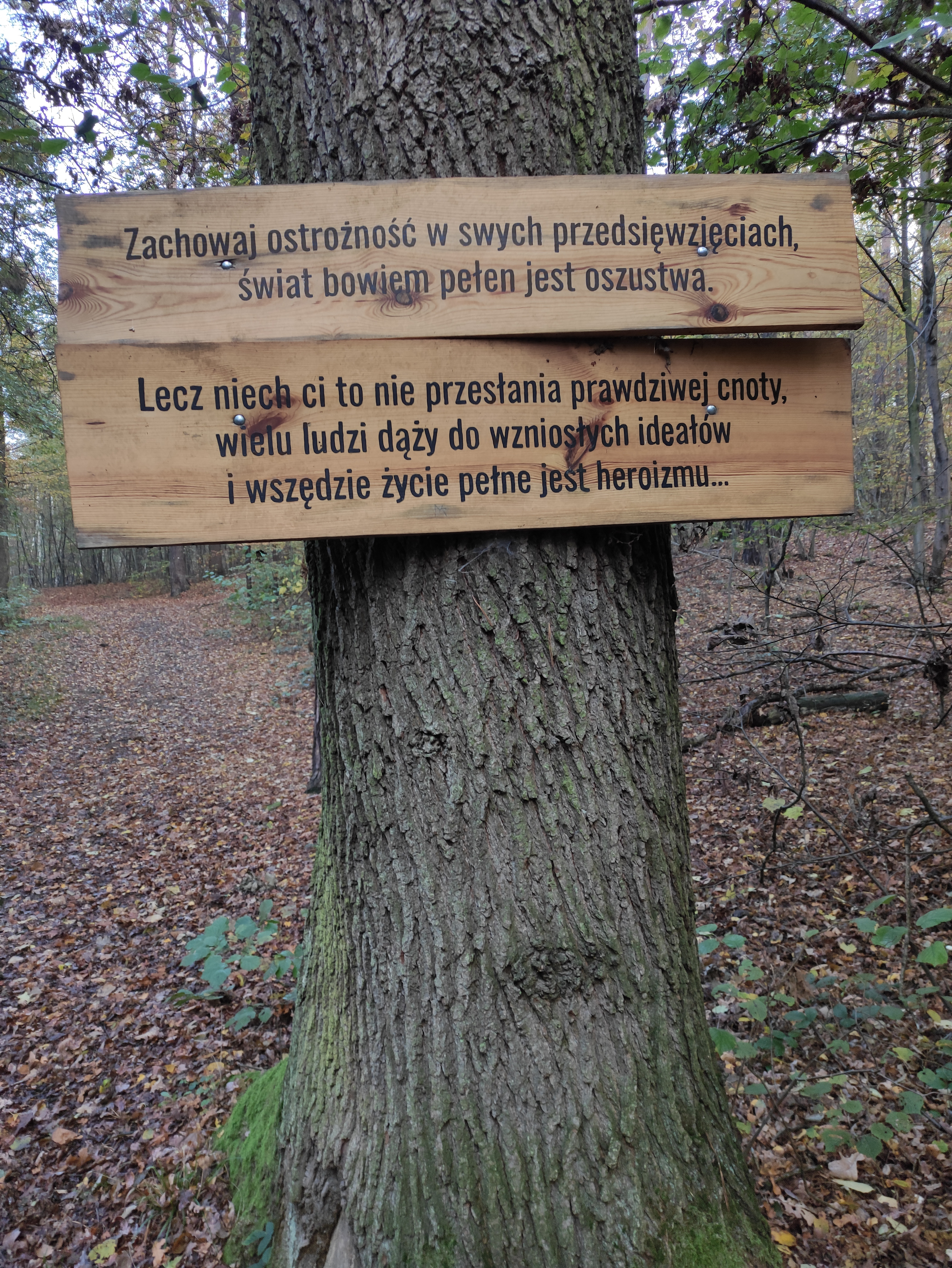
Dezyderata